# 西ノ湖
西ノ湖（さいのこ）は、栃木県日光市の日光国立公園内にある湖の一つ。中禅寺湖の西側、同湖西岸の千手ヶ浜よりさらに 2km ほど西に位置する小さな湖である。かつては中禅寺湖の一部であったが、そこから切り離されてできた遺留湖である。

## 発見
西ノ湖は782年（天応2年）、日光山の開祖である勝道上人により、男体山の登頂成功に伴って中禅寺湖および湯ノ湖とともに発見された。史料としては814年（弘仁5年）に空海が著した「沙門勝道山水を歴りて玄珠を瑩く碑」に記述が残るが、これは勝道上人が記した草稿を空海が得て書き上げたものである。該史料において、西ノ湖は山頂より俯瞰して確認された三湖の一として「西湖」の名前で記されている。

## 特徴
周囲長約 1.5km、大きさは 東西 600m、南北 450m と、面積1km2 に満たない小さな湖である。湖の北から西側にかけてはなだらかな斜面の砂浜が広がり、逆に南東側には急傾斜の斜面に樹木が茂る。古くは千手ヶ原の森（になった領域）を介して中禅寺湖と繋がっていたが、柳沢川から流入する土砂の堆積によって湖底の一部が森となり、切り離されて独立の湖となった。
西ノ湖からは柳沢川を経て中禅寺湖へと水が流れているが、流入してくる大きな河川は無い。そのため降水量によって貯水量が著しく変化し、特に冬季は湖面の面積が他の季節の半分以下に落ち込む。逆に水位が上昇した時には、周辺の森林までが水没する。水に浸かっていない時期でも西ノ湖周辺の土壌は水分を多く含んでいるため、周囲には湿潤な沖積土を好むズミ・ヤチダモ・ハルニレなどの木本が生育している。湖から離れて土壌の湿気が少なくなるにつれ、ミズナラやカエデが優占するようになる。また、1950年（昭和25年）にはニホンカワウソの棲息が確認されており、これが関東地方における最後のニホンカワウソ目撃例となった。

## 環境保護

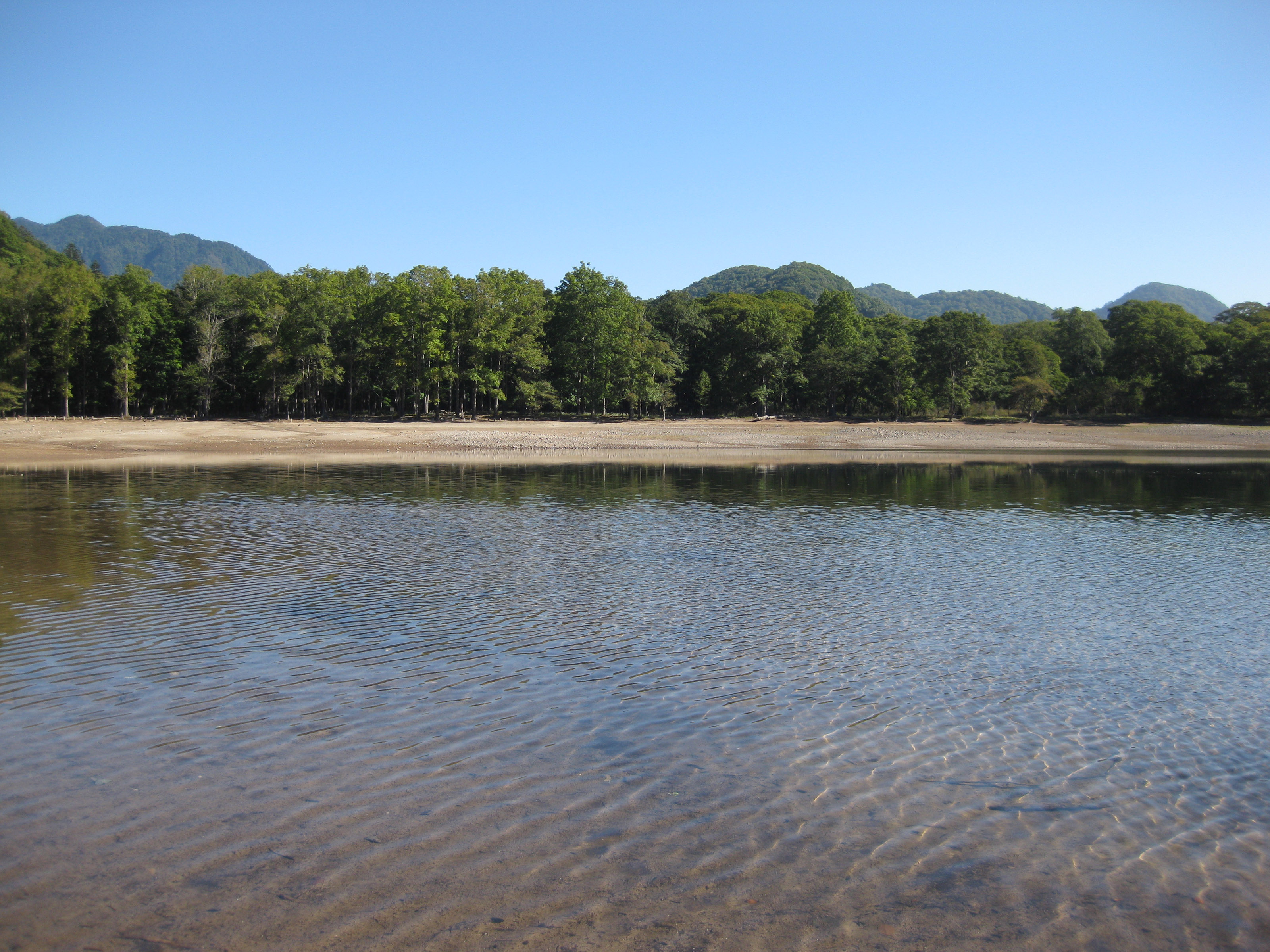
ヤチダモ等からなる湖畔林

西ノ湖はラムサール条約湿地「奥日光の湿原」（2005年11月8日登録）の一部として登録されている。水域だけでなく、湖周囲の湖畔林なども含めて、この一帯では様々な環境の保全が図られている。

### 森林保護
西ノ湖周辺のヤチダモ等からなる湖畔林は、栃木県の第1種特別地域として保護されている。また西ノ湖特有の自然環境は、森林文化協会が選定する「21世紀に残したい日本の自然100選」に選ばれている。加えて、マツおよびヤチダモが関東森林管理局の林木遺伝資源保存林に指定されるなど、周囲の自然景観とともに生物多様性や遺伝資源を守る取り組みがなされている。
西ノ湖の周辺も、奥日光の他の地域と同様に「日光・利根地域個体群」と呼ばれるシカの食害を受けている。湖畔林にはシカの移動区域を制限するシカ防護柵や、樹皮を保護するためのネットなどが設置されている。

### 低公害バス
最寄の道は日光市道1002号線であるが、自然公園法に基づく「車馬等の使用を規制する地域」の定めにより、この道は1993年（平成5年）4月より一般車の乗り入れが禁止されている。通行できる自動車は栃木県立日光自然博物館の委託を受けた東武バス日光の低公害バス・EVバスのみ（徒歩や自転車は可）なので、車で向かう場合には国道120号沿いの赤沼車庫よりこれを利用する。低公害バスのバス停「西の湖入口」からは徒歩20分ほど。